# Генеративные органы
Генерати́вные о́рганы (от лат. genero — рождаю, произвожу) — репродуктивные органы грибов и растений, предназначенные для формирования необходимых для полового размножения половых клеток (гамет). Гаметы имеют гаплоидный (одинарный) набор хромосом; после их слияния образуется зигота (с диплоидным набором хромосом), из которой развивается организм (либо группа организмов) с наследственными признаками обоих родителей.
Термин «генеративные органы» обычно используется только в ботанике, в зоологии его аналогом является термин «половые органы».
У примитивных водорослей и многих грибов нет чёткой дифференциации генеративных органов по морфологическим признакам, однако аналог раздельнополости существует: оплодотворение происходит лишь у таких двух половых клеток, которые образовались на разных талломах и определённым образом генетически и физиологически отличаются друг от друга (в этом случае говорят о гетероталлизме). У более развитых организмов генеративные органы становятся дифференцированными на мужские и женские: у водорослей эти органы называются антеридиями и оогониями, у мохообразных — антеридиями и архегониями. У покрытосеменных под генеративными органами обычно понимают цветки и плоды. У более развитых организмов генеративные органы становятся дифференцированными на мужские и женские: у водорослей эти органы называются антеридиями и оогониями, у мохообразных, папоротниковых, плауновидных и хвощовых — антеридиями и архегониями. У голосеменных и покрытосеменных наблюдается существенная редукция органов, в которых формируются гаметы (гаметангиев); обычно, однако, под генеративными органами у семенных растений подразумевают не только гаметангии, а всю совокупность органов, связанных с половым размножением: цветки (у голосеменных — стробилы) и плоды..
Генеративные органы противопоставляются другим репродуктивным органам — органам бесполого и вегетативного размножения.